# Tybee Island
Tybee Island je město v Georgii ve Spojených státech amerických. Leží na stejnojmenném ostrově v Atlantském oceánu v nejvýchodnějším cípu Georgie. Podle sčítání v roce 2000 zde žilo 3392 obyvatel.

## Bomba v Tybee
Město je známé tím, že nedaleko něj 5. února 1958 letectvo Spojených států amerických ztratilo termonukleární bombu Mark 15. Při tréninkovém letu se zde ve vzduchu srazil bombardér Boeing B-47 Stratojet se stíhačkou F-86 Sabre. Pilot stíhačky se katapultoval, zatímco osádka bombardéru vyhodila bombu a nouzově přistála na nedaleké Hunterově letecké základně. Zbraň se nikdy nepodařilo najít, ovšem údajně neobsahovala nálož a tedy nepředstavuje nebezpečí.